# Двоставковий тариф
Двоставковий тариф - тариф на виробництво,  транспортування, постачання теплової енергії та послуги з централізованого опалення і постачання гарячої води,  який складається з двох частин (ставок):
1. Річної абонентської плати  (вартості  обслуговування  одиниці  теплового  навантаження об'єкта теплоспоживання),  яка компенсує  умовно-постійну  частину тарифу.
2. Вартості одиниці реалізованої теплової енергії, послуг з  централізованого  опалення  і  постачання  гарячої  води,   яка компенсує умовно-змінну частину тарифу.

До умовно-постійної частини (плата за обслуговування котелень та теплових мереж) тарифу на теплопостачання відносяться витрати на заробітну плату, відрахування податків в бюджет, воду на підживлення теплових мереж, ремонт, амортизаційні відрахування. Ця частина витрат пов’язана з необхідністю підтримки в робочому стані джерела теплової енергії і теплопостачальних установок (теплові мережі та котельні) не залежить від кількості відпущеної теплової енергії і тому не підлягає перерахунку.
Запровадження постійної частини тарифу, що оплачується споживачами впродовж року (плата за обслуговування котелень та теплових мереж), забезпечує рівномірне фінансування капітального ремонту та оновлення обладнання котелень і теплових мереж. Права споживачів при цьому не порушуються, вони відшкодовують економічно обґрунтовані витрати підприємств теплопостачання на виробництво, та транспортування теплової енергії.
Основну частку другої частини (умовно-змінної) складають витрати на паливо, електроенергію, необхідні для виробництва і транспортування теплової енергії. При зниженні споживання тепла, споживач сплачує за фактично спожиту теплову енергію і зацікавлений в їх економії.
Можна сказати, що двоставковий тариф дорівнює сумі двох складових тарифу: умовно-постійної та умовно-змінної. Плата за обслуговування котелень та теплових мереж не є оплатою за окрему послугу, так як обидві частини тарифу безпосередньо пов’язані з наданням послуг з теплопостачання. 
Запровадження постійної частини тарифу забезпечує рівномірне фінансування капітального ремонту та оновлення обладнання котелень і теплових мереж. Права споживачів при цьому не порушуються, вони відшкодовують економічно обґрунтовані витрати підприємств теплопостачання на виробництво, транспортування та постачання теплової енергії, але більш рівномірно — впродовж року. 
Тому оплата цієї частини тарифу нараховується до сплати споживачам щомісячно впродовж року (12 місяців). 
Двоставкові тарифи вводяться з метою зменшення фінансового навантаження на споживачів в міжопалювальний період та забезпечення надійних і високоякісних послуг з теплопостачання за рахунок зменшення збитків підприємства в під час відсутності постачання тепла упродовж року шляхом наближення доходів від реалізації теплової енергії та послуг централізованого теплопостачання до витрат підприємства.
Застосування тарифу, при якому сплачується однакова щомісячна сума протягом року і взимку і за відсутності опалення влітку, було незрозумілим споживачам і збільшувало нераціональні витрати на підприємствах теплопостачання. При сезонному тарифі, повна відсутність оплати влітку обертається занадто великими рахунками за тепло протягом опалювального періоду. Лише двоставковий тариф дозволяє уникнути максимального фінансового навантаження на споживачів і оптимально збалансувати їх інтереси з постачальниками тепла. 
2 березня 2010 року була прийнята Постанова Кабінету Міністрів України № 231 «Про внесення змін до Порядку формування тарифів на виробництво, транспортування, постачання теплової енергії та послуги з централізованого опалення і постачання гарячої води». Цей урядовий документ можна вважати «абеткою» по двоставковому тарифу як для населення, так і для теплопостачальників. Ним також передбачається перехід на двоставковий тариф послуг з гарячого водопостачання. 
Названа Постанова Уряду чітко регламентує поняття двоставкового тарифу, структуру його формування тощо. Відповідно до Постанови кількість теплової енергії, спожитої для надання послуг з теплозабезпечення, визначається за показниками лічильників. У разі їх відсутності розрахунки встановлюватимуться за договірними технічними показниками системи опалення або для житлових будинків з розрахунку на 1 м². Абонентська плата за гарячу воду визначатиметься також за лічильниками, а за їх відсутності - згідно із встановленими нормами. Розрахунок двоставкового тарифу на послуги з централізованого постачання опалення та гарячої води проводитиметься окремо для кожної категорії споживачів.
Також, згідно з Постановою розрахунок прибутку підприємств проводитиметься відповідно до затвердженого рівня рентабельності. Кожна частина прибутку, яка включається до умовно-постійної і умовно-змінної частин тарифу, визначається множенням суми відповідних витрат на рівень рентабельності.
Двоставкові тарифи широко застосовуються в європейських країнах.